# Blacus nigrocephalus
Blacus nigrocephalus är en stekelart som beskrevs av Van Achterberg 1988. Blacus nigrocephalus ingår i släktet Blacus och familjen bracksteklar. Inga underarter finns listade.